# Ігнацій Дубовський
Ігна́цій Маріуш Дуб-Дубо́вський  (пол. Ignacy Mariusz Dub-Dubowski; 12 квітня 1874, Вільно  — 10 березня 1953, Рим) — римо-католицький єпископ, єпископ-ординарій Луцько-Житомирської дієцезії (1917—1925), апостольський адміністратор Кам'янецької дієцезії (1917—1918), титулярний архієпископ Philippopolis di Arabia.

## Життєпис
Народився 30 березня (12 квітня за новим стилем) у Вільні, де закінчив середню школу. У 1894—1899 роках навчався у Духовній Семінарії в Житомирі.
Після єрейських свячень, які отримав з рук єпископа Болеслава Клопотовського в 1899 році, працював адміністратором парафії Шпанів, а потім Ходорків. У 1901—1903 роках навчався в Римі на факультеті догматичної теології в Папській міжнародній колегії Анґелікум, а також на факультеті канонічного права в університеті Ґреґоріанум, у цьому ж університеті захистив докторську дисертацію.
Після повернення з Риму в 1904 році, був призначений адміністратором, а в 1905 році настоятелем парафії в Корці, й був ним до 1909 року. У 1908 р. був секретарем могилівського митрополита архієпископа Аполінарія Внуковського в Петербурзі. У цьому ж самому році був ним призначений почесним каноніком могилівського митрополичного капітулу. Після його смерті, в травні 1909 р., повернувся на місце настоятеля в Корці. Автор праці «Корецькі князі та їх замок у Корці». У 1910 році отримав орден св. Анни ІІІ ступеня і титул папського камергера. У цьому самому році став парохом катедральної парафії в Житомирі та віце-деканом. Від 16 лютого 1912 р. був членом волинського губернаторського комітету статистики. У 1912 р. став катехетом у середній школі св. Володимира, в профшколі та в міській початковій школі, а в 1914 р. також у житомирській фельшерській школі. У 1912—1913 рр. належав до луцько-житомирського єпископського суду. У 1914 р. з номінації матері царя Миколая ІІ, Марії Федорівни, став почесним членом волинської губернської комісії з опіки над сирітськими домами. 19 серпня 1915 року отримав номінацію делегата католицького духовенства у податковій комісії з нерухомості в міському управлінні Житомира. 16 жовтня 1916 р. папа Бенедикт XV призначив його луцьким і житомирським єпископом, а також апостольським адміністратором кам'янецької дієцезії. Єпископську сакру (освячення) отримав 28 (15 за старим стилем) січня 1917 р. в костелі св. Катерини в Петрограді (Петербурзі). Інґрес у житомирській дієцезії відбувся 15 лютого 1917 року, а в луцькій дієцезії 17 вересня 1919 р. Луцько-житомирську дієцезію очолив у незвичайно трудний час більшовицької революції. Брав участь в організації церковної адміністрації у відновленій кам'янецькій дієцезії (1918). Як єпископ провадив дуже енергійну душпастирську діяльність. У 1917 році затвердив засноване в Білій Церкві Згромадження Сестер Місіонерок Бенедиктинок, котре потім спровадив до Ковеля, а два роки пізніше підтримав план закладення Зофією Тайбер (1890—1963), Згромадження Сестер Найсвятішої Душі Хрита. У цьому ж самому році заклав у Житомирі «Тижневик Рубіжний» («Tygodnik Kresowy», який видавався до 1919 року), а пізніше «Хроніку Луцько-Житомирської Дієцезії» («Kronika Diecezji Łucko-Zytomierskiej», Луцьк, 1921—1925) переймінованою в 1925 р. на «Хроніку Луцької Дієцезії» («Kronika Diecezji Łuckiej»), а також тижневик «Божий Люд» («Lud Boży», Луцьк 1923—1925). 19 листопада 1917 року в монастирському костелі (тоді єзуїтів) в Бердичеві урочистим актом віддав луцько-житомирську та кам'янецьку дієцезії під опіку Пресвятої Діви Марії Бердичівської, а також покровителям Польщі св. Станіславові Костці й, тоді ще блаженному, Андрійові Боболі. Розпорядженням від 21 (8) лютого 1918 року, для зрівняння святкувань католицьких свят із усією римо-католицькою Церквою, в костелах і каплицях луцько-житомирської дієцезії впровадив новий стиль. Під час більшовицької революції в Україні в 1917—1920 роках і багаторазової зміни влади, не зважаючи на вісім місяців переслідувань і загроження смертю з боку більшовиків, вважаючих його за «непослушного та конрреволюціонера», тривав на станиці в Житомирі. У певному періоді скривався, щоб уникнути в'язниці та смерті. У червні 1919 р. разом із одинадцятьма іншими священиками з Житомира був направлений на публічні роботи. Пережив замах на життя, запланований більшовиками. Єпископ врятував замаховця від розправи натовпу, який зібрався перед житомирською катедрою. Весною 1919 року впродовж двох місяців був переховуваний у єпископському домі кількома сотнями озброєних осіб місцевих католиків, православних і євреїв. Дворазово переховував кілька тисяч осіб єврейської національності під час погромів, відкриваючи для них житомирські костели і єпископський дім. Заарештований більшовиками 6 серпня 1919 р., був звільнений під впливом протестів і вимог натовпу єврейського населення Житомира. 8 червня 1920 року залишив терени дієцезії, які залишилися в Україні, разом із виходячими з Житомира польськими військами. За відвагу в польсько-більшовицькій війні в 1920 році був відзначений Хрестом Хоробрих. У 1921—1922 роках відправив на залишені парафії у цій частині луцько-житомирської дієцезії, яка залишилася в СРСР, семеро із десяти висвячених ним у цей час в Польщі, священиків. У лютому 1923 року звертався до Міністра Релігійних Віросповідань і Публічного Просвічення про дипломатичний паспорт із метою візитації цих частин луцької та житомирської дієцезій, які залишилися в СРСР. У відповіді міністерство пропонувало йому звичайний закордонний паспорт (виїзд не відбувся). Заснував луцько-житомирську Духовну Семінарію, яка була урочисто відкрита в Луцьку 4 листопада 1922 року. Оточував її великим піклуванням і посвятив Найсолодшому Серцю Господа Ісуса. Причинився до організації, створеної (відновленої) в 1925 р. — в рамках реорганізації церковної адміністрації в Польщі — Луцької дієцезії. На її теренах відкрив кілька десятків нових парафій. Від 1925 року на побажання папи Пія ХІ перебував у Римі. 30 травня 1925 року відмовився від керівництва Житомирською дієцезією і відновленою Луцькою дієцезією. У Луцькій і Житомирській дієцезіях працював, як відзначив сам, «для Святої Церкви і любимої Батьківщини» 17 років священиком і 8 років як її ординарій. На папське побажання залишився у Вічному Місті. Був призначений титулярним філіппополітанським архієпископом (Philippopolis in Arabia) і радником папської комісії Pro Pussia (у справах католицької Церкви в СРСР).
Від початку лютого до листопада 1928 року на побажання Пія ХІ відвідував польські парафії в США, Канаді та Італії. Після закінчення візиту склав звіт польському уряду на тему американської та канадської польських діаспор. Мешкаючи в Римі, де брав активну участь у церковному і польському житті.
Помер у Римі 10 березня 1953 року.